# Козельская епархия
Козе́льская епа́рхия — епархия Русской православной церкви, объединяющая приходы и монастыри в южной части Калужской области (в границах Думиничского, Жиздринского, Козельского, Людиновского, Сухиничского, Ульяновского, Хвастовичского районов). Входит в состав Калужской митрополии.

## История
В 1924 года патриарх Московский и всея России Тихон учредил в Козельске викарную епископскую кафедру Калужской епархии. Указ о назначении епископа Михея (Алексеева) управляющим Козельским викариатством не обнаружен, тем не менее он фактически руководил православными приходами Козельска, возглавил там успешную борьбу с обновленчеством. После смерти епископа Михея в 1931 году кафедра не замещалась.
2 октября 2013 года решением Священного Синода образована самостоятельная Козельская епархия, путём выделения её из состава Калужской епархии. Епископом Козельским и Людиновским определено быть преосвященному епископу Людиновскому Никите, викарию Калужской епархии.

## Епископы
Козельское викариатство Калужской епархии
- Михей (Алексеев) (1924 — 16 февраля 1931)

Козельская епархия
- Никита (Ананьев) (2 октября 2013 — 20 марта 2025)
- Климент (Капалин) (20 марта — 15 мая 2025 года) в/у, митрополит Калужский
- Макарий (Комогоров) (с 15 мая 2025)

## Благочиния
На октябрь 2022 года епархия разделена на семь церковных округов:
- Козельское благочиние (1-й округ)
- Сухиничское благочиние (2-й округ)
- Думиничское благочиние (3-й округ)
- Хвастовичское благочиние (4-й округ)
- Людиновское благочиние (5-й округ)
- Ульяновское благочиние (6-й округ)
- Жиздринское благочиние (7-й округ)

## Монастыри
- Пустынь Спаса Нерукотворного в селе Клыково Козельского района (мужской)
- Женский монастырь в честь святых Жен-мироносиц в селе Клыково Козельского района. Открыт в 2023 году[8].

Также на территории епархии расположены два ставропигиальных монастыря: мужская Оптина пустынь (Козельский район) и женская Казанская Амвросиевская пустынь (село Шамординский, Козельский район). У этих монастырей есть также несколько скитов.